# Felicità (film 2023)
Felicità è un film drammatico del 2023 scritto, diretto ed interpretato da Micaela Ramazzotti, al suo debutto alla regia.
Il film è stato presentato alla 80ª Mostra internazionale d'arte cinematografica di Venezia nella sezione Orizzonti Extra, vincendo il premio degli spettatori.

## Trama
Desirée è una aiuto parrucchiera che lavora nei set cinematografici. Convive con Bruno, suo fidanzato narcisista. Quella di origine è una famiglia tossica dominata da genitori egoisti e manipolatori. Desirée è l'unico membro della famiglia che sembra avere la forza e la determinazione per salvare suo fratello Claudio da quell'ambiente che lo sta portando alla rovina psichica e finanziaria. I genitori creano un'atmosfera che soffoca qualsiasi speranza di libertà e felicità per i propri figli. Desirée combatte contro tutte le avversità per amore del fratello, cercando di conquistare un briciolo di felicità che ritiene di meritare.

## Produzione
Il progetto cinematografico vede Micaela Ramazzotti al debutto alla regia, ideato tra il 2021 e il 2022 con Isabella Cecchi e Alessandra Guidi. Il film è stato prodotto da Lotus Production con Rai Cinema. Ramazzotti ha raccontato la genesi e l'esperienza alla regia del film in un'intervista a La Stampa:
Ramazzotti ha inoltre spiegato la scelta del titolo del film all'Agenzia ANSA:

## Distribuzione
Il film è stato presentato in anteprima in concorso alla 80ª Mostra internazionale d'arte cinematografica di Venezia nella sezione Orizzonti Extra il 1º settembre 2023. Il film è stato distribuito nelle sale cinematografiche italiane da 01 Distribution a partire dal 21 settembre 2023.

## Accoglienza

### Incassi
Nella prima settimana di programmazione ha incassato 284049 €, con un incasso totale di 532151 €.

### Critica
Il film è stato accolto con recensioni generalmente positive dalla critica cinematografica italiana, che ne ha apprezzato il debutto alla regia, la fotografia e la sceneggiatura, oltre che la capacità attoriale di Ramazzotti, Max Tortora, Sergio Rubini e Anna Galiena.
Valerio Sammarco della Rivista del cinematografo scrive che Ramazzotti appare «cresciuta, compiuta, consapevole» sia nella recitazione che nel debutto in regia, apprezzando «l'indiscutibile capacità di costruire un racconto, [...] carezzando i lidi della commedia familiare, per giungere infine verso il dramma del disagio psichico». Simone Emiliani di MYmovies.it afferma che attraverso il film la regista «recupera tracce della commedia all'italiana» e «l'immediatezza, la sincerità di molti personaggi interpretati per Paolo Virzì». Emiliani sottolinea che sebbene «nell'affrontare il disagio psichico [il film] perde lucidità, [...] la fotografia di Luca Bigazzi però l'aiuta a mostrare lo squallore del suo universo familiare».
Paolo Baldini del Corriere della Sera scrive che il film si alterni tra «commedia e dramma» che «merita attenzione» dal pubblico, in cui la regista rappresenta «un ragionato j’accuse contro la famiglia, sempiterno nido di vipere, e le violenze psicologiche», messa in scena attraverso una «matassa narrativa ricca e articolata che però stenta a sciogliersi nel procedere».

## Riconoscimenti
- 2024 – David di Donatello
  - Candidatura alla miglior regista esordiente a Micaela Ramazzotti
  - Candidatura alla miglior attrice protagonista a Micaela Ramazzotti
- 2024 – Nastri d'argento
  - Migliore attrice protagonista a Micaela Ramazzotti
  - Candidatura alla miglior regista esordiente a Micaela Ramazzotti
  - Candidatura al miglior attore non protagonista a Sergio Rubini
- 2024 – Globo d'oro
  - Miglior attrice a Micaela Ramazzotti
  - Candidatura alla miglior opera prima a Micaela Ramazzotti
- 2023 - Mostra internazionale d'arte cinematografica[19]
  - Premio degli spettatori - Armani Beauty